# Ardisia brevipedata
Ardisia brevipedata är en viveväxtart som beskrevs av Ferdinand von Mueller. Ardisia brevipedata ingår i släktet Ardisia och familjen viveväxter. Inga underarter finns listade i Catalogue of Life.